# 西宮下
西宮下（にしみやした）は、埼玉県上尾市の町名。現行行政地名は西宮下一丁目から西宮下四丁目。住居表示未実施地区。郵便番号は362-0043。
市の統計などでは大谷地区で分類されている。

## 地理
埼玉県の中央地域（県央地域）で、上尾市南部に位置する。鴨川左岸の大宮台地上にあたる。大谷地区では唯一鴨川の左岸側に位置する町・字である。北で谷津、東で愛宕、南東で栄町、南でさいたま市北区別所町、南西の鴨川畔で僅かに大谷本郷、西で向山、北西で富士見と隣接する。東側には高崎線が通っている。南部は川越上尾線（川越街道）が東西に通り、鴨川を渡河する地点で揺木橋が架かる。
「川越上尾線」以南で鴨川流域沿いに僅かに市街化調整区域が存在するほかは市街化区域で、一丁目および「川越上尾線」沿線は主に第二種住居地域、二・三丁目および都市計画道路「西宮下中妻線」の予定地沿いは主に第一種住居地域（三丁目の一部は第一種中高層住居専用地域）、四丁目は主に第一種低層住居専用地域（北部は第二種住居地域）に指定されている。かつては畑地と南部の林野が大半を占めていたが、大部分が宅地化されている。生産緑地地区てして農地も見られる。
地内に西宮下三丁目遺跡（県遺跡番号：14-027）やB-82号遺跡（県遺跡番号：14-427）などの縄文遺跡（包蔵地）があり、集落跡や加曾利E式の土器片も発掘されている。

### 河川
- 鴨川

### 地価
住宅地の地価は2019年（平成31年）1月1日に公表された公示地価によれば西宮下2丁目73番の地点で10万6000円/m2となっている。

### 町内会
- 西宮下一区町内会[10]
- 西宮下三丁目自治会

## 歴史
江戸時代は足立郡大谷領に属した宮下村であり、江戸初期は旗本柴田氏領、元禄年間に天領となり、後に旗本大岡氏領となる。『新編武蔵風土記稿』には「民戸十五天水場にて旱損あり」と記述がある。村高は正保年間の『武蔵田園簿』では宮ノ下村として102石102余（田41石余、畑52石余、山高8石余）、『元禄郷帳』および『天保郷帳』では127石余であった。化政期の戸数は15軒で、村の規模は東西2町半、南北3町余であった。
明治元年（1868年）武蔵知県事管轄となり、その後浦和県を経て明治4年（1871年）埼玉県管轄となる。1875年（明治8年）の農業産物高は武蔵国郡村誌によると米35.6石、大麦40石、小麦19.8石、大豆5.1石、小豆1.6石、稗8石、蕎麦1.6石、甘藷1,800貫であった。
- 幕末の時点では足立郡宮下村であった。明治初年の『旧高旧領取調帳』の記載によると、旗本大岡主水の知行であった[17][注釈 3]。
- 1868年（慶応4年）6月19日 - 武蔵知県事・山田政則（忍藩士）の管轄となる。
- 1869年（明治2年）
  - 1月13日 - 武蔵知県事・宮原忠英の管轄区域に大宮県を設置、同県の管轄となる。県庁は東京府馬喰町に置かれる。
  - 9月29日 - 県庁が浦和に置かれ浦和県に改称。
- 1871年（明治4年）11月13日 - 第1次府県統合により埼玉県の管轄となる。
- 1872年（明治5年）
  - 3月 - 大区小区制施行により第19区に属す[18][19]。
  - 月日不明 - 地内の放光寺（新義真言宗、日乗院末）が廃寺となる[20]。不動堂のみ現存する。
- 1879年（明治12年）3月17日 - 郡区町村編制法により成立した北足立郡に属す。郡役所は浦和宿に設置。それに伴い、郡内に同名の村が所在（現・さいたま市見沼区東宮下）したことから西を冠称して西宮下村に改称する[12]。
- 1884年（明治17年）7月14日 - 連合戸長役場制により成立した上尾宿連合に属す。連合戸長役場は上尾宿に設置[21]。
- 1889年（明治22年）4月1日 - 町村制施行に伴い、大谷村の大字西宮下となる。
- 1955年（昭和30年）11月1日 - 町村合併促進法の施行に伴い、大谷村が上尾町・平方町・原市町・大石村・上平村と合併により新たな上尾町となり[22]、上尾町の大字となる。
- 1958年（昭和33年）7月15日 - 上尾町が市制施行し[22]、上尾市の大字となる。
- 1964年（昭和39年） - 地内の天神社が川越上尾線（川越街道）新線の予定地と重なるため、社殿などを北側に遷座し、遷座祭を執り行う[23]。
- 1965年（昭和40年） - 川越上尾線（川越街道）が高崎線と交差する「上尾陸橋」が完成する[24]。
- 1966年（昭和41年）7月1日 - 一部を富士見一丁目及び谷津一・二丁目の各一部とする[6]。
- 1967年（昭和42年）4月 - 川越上尾線（川越街道）の国道17号大宮バイパスの愛宕交差点から大谷本郷さいたま線分岐点の大谷本郷交差点までの線形の改良（直線化）と拡幅が行なわれた[24]、翌月開通した[25]。事業主体は県で工費は2億3700万円余であった。なお、旧道は撤去された旧揺木橋を除き残されている。
- 1974年（昭和49年）
  - 4月 - 地内に市立「大谷保育所」が開所する[26]。
  - 9月1日 - 上尾市と大宮市との境界変更を実施、大字西宮下の一部を大宮市別所町へ編入し、大宮市の一部を上尾市側へ編入する[19][27]。これにより該当区域に居住する2世帯4人が大宮市へ移る。
  - 11月3日 - 上尾市立鴨川小学校が上尾市立富士見小学校の敷地内の仮校舎から現在地に移転する。
- 1975年（昭和50年）
  - 2月 - 地内の川越上尾線に架かる「西宮下歩道橋」が完成する[28]。
  - 7月2日 - 柏座・谷津・上尾宿の各一部を併せ西宮下一〜四丁目が成立する[6]。これにより大字西宮下は消滅する。
- 1998年（平成10年）12月25日 - 別所・西宮下土地区画整理事業の進捗に伴い大宮市との行政界変更を実施[29]、また2000年（平成12年）3月24日に換地処分を実施する[30][31]。
- 2001年（平成13年） - 地内に「くるみ公園」が同年度までに整備される[32]。
- 2008年（平成20年）11月5日 - 「西宮下の祭りばやし」が市の無形民俗文化財に指定される[33]。

### 地名の由来
宮下村の由来は村内に谷津村の氷川神社があったことによる。

### 存在していた小字
- 西[34]
- 飛地
- 東
- 小山飛地

※ 『新編武蔵風土記稿』には「新田川」・「本村」・「向川」の記載があるが、現在の場所を特定できない。

## 世帯数と人口
2017年（平成29年）10月1日現在（上尾市発表）の世帯数と人口は以下の通りである。
| 丁目         | 世帯数    | 人口    |
| ------------ | --------- | ------- |
| 西宮下一丁目 | 380世帯   | 846人   |
| 西宮下二丁目 | 729世帯   | 1,628人 |
| 西宮下三丁目 | 592世帯   | 1,504人 |
| 西宮下四丁目 | 523世帯   | 1,251人 |
| 計           | 2,224世帯 | 5,229人 |

## 小・中学校の学区
市立小・中学校に通う場合、学区（校区）は以下の通りとなる。
| 丁目         | 番地 | 小学校             | 中学校           |
| ------------ | ---- | ------------------ | ---------------- |
| 西宮下一丁目 | 全域 | 上尾市立鴨川小学校 | 上尾市立南中学校 |
| 西宮下二丁目 | 全域 | 上尾市立鴨川小学校 | 上尾市立南中学校 |
| 西宮下三丁目 | 全域 | 上尾市立鴨川小学校 | 上尾市立南中学校 |
| 西宮下四丁目 | 全域 | 上尾市立鴨川小学校 | 上尾市立南中学校 |

## 事業所
2021年（令和3年）現在の経済センサス調査による事業所数と従業員数は以下の通りである。
| 丁目         | 事業所数 | 従業員数 |
| ------------ | -------- | -------- |
| 西宮下一丁目 | 16事業所 | 112人    |
| 西宮下二丁目 | 22事業所 | 179人    |
| 西宮下三丁目 | 14事業所 | 80人     |
| 西宮下四丁目 | 27事業所 | 216人    |
| 計           | 79事業所 | 587人    |

## 交通

### 鉄道
東辺をJR東日本高崎線が通るが駅は設置されていない。最寄駅は上尾駅であるが、西宮下2丁目よりおよそ1.2 km離れている。

### 道路
都市計画道路 西宮下中妻線（並木通り）の川越上尾線までの延伸が計画されている。
- 埼玉県道51号川越上尾線（川越街道）
- 埼玉県道323号上尾環状線 - 上記路線と重複

### バス
過去には上尾駅東口より線路沿いを南下し川越街道旧道を通る東武バスの路線バスが運行されていた時期もあったが、以降町域内には路線バスが無く、コミュニティバスのみの運行となっている。
上尾市コミュニティバス「ぐるっとくん」
- 原市瓦葺線
- 大谷循環

町域内は「谷津」、「西宮下一丁目」、「西宮下二丁目」、「西宮下」のバス停留所が設置されている。

## 地域

### 祭事
- 西宮下の祭りばやし - 市指定無形民俗文化財[33]

### 公園・緑地
- ふれあいの森2000（公園緑地） - 敷地の東側が宅地化され、面積が約半分に縮小した。（座標：北緯35度57分55秒 東経139度35分37秒 / 北緯35.965173度 東経139.593649度）
- 西宮下三丁目公園 - 街区公園
- 西宮下公園 - 指定緊急避難場所（地震・洪水）に指定[39]。
- 西宮下第二公園
- 西宮下第三公園
- くるみ公園

### 施設
- 上尾市立鴨川小学校 - 指定緊急避難場所（地震）・指定一般避難所（地震時のみ）に指定。
- みやした幼稚園
- こどもの園プラムハウス
- 上尾市立大谷保育所
- 公共下水道揺木橋ポンプ所
- 天神社 - 平方八枝神社の兼務社[23]
- 西宮下三丁目自治会館